# I Piccoli Cantori di Vienna

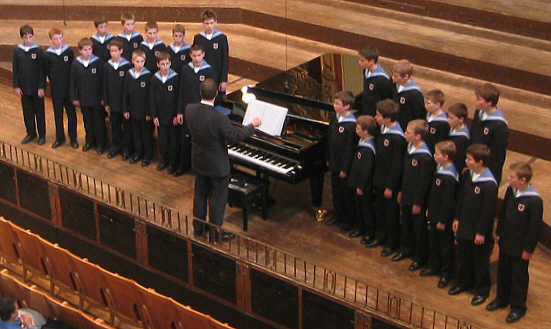
I Piccoli Cantori di Vienna

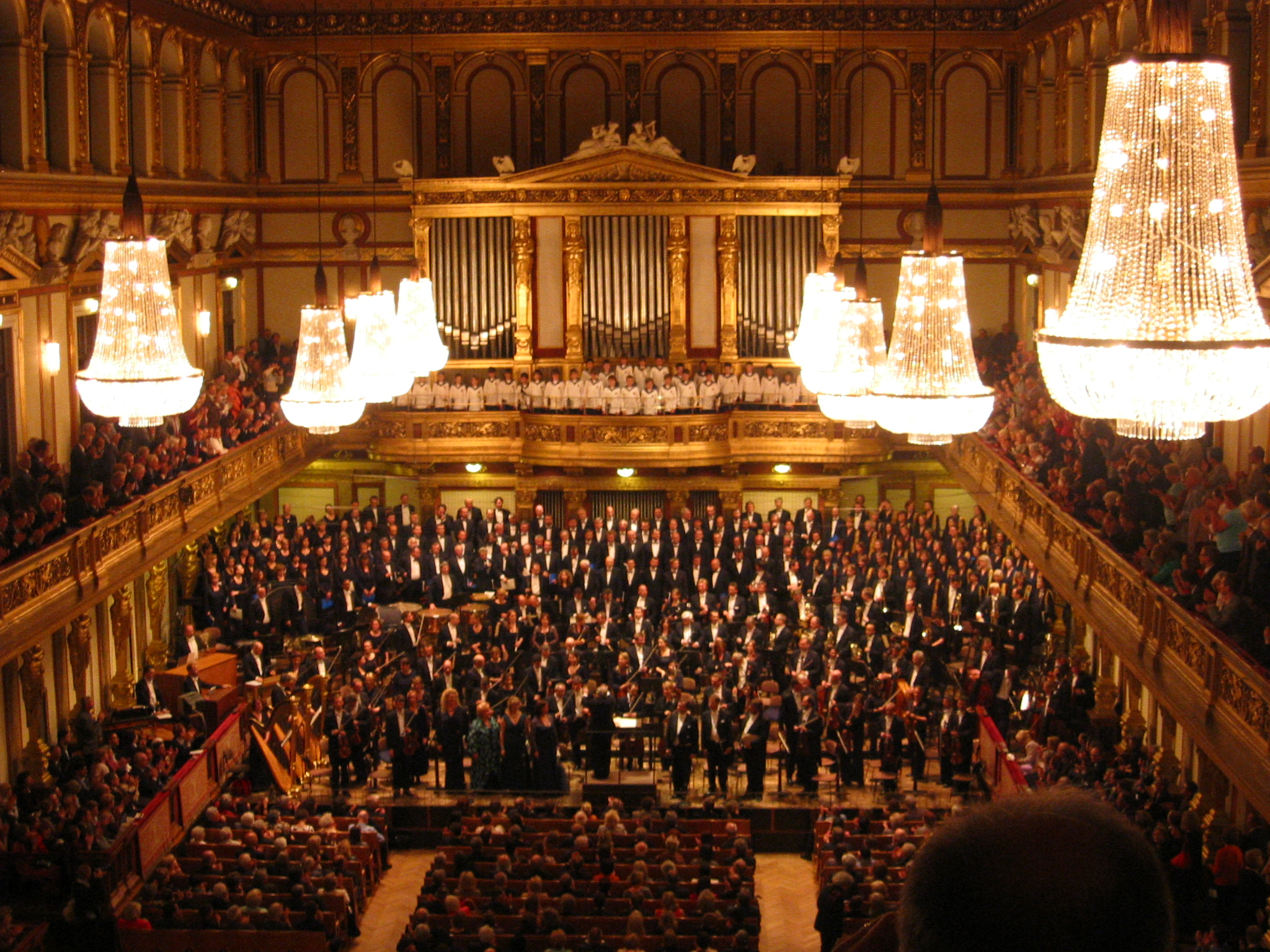
G. Mahler: Sinfonia dei Mille – I piccoli cantori di Vienna – Wiener Singverein – Coro filarmonico Bratislava – Staatskapelle Berlin – Pierre Boulez – Wiener Musikverein

I Piccoli Cantori di Vienna ovvero I Piccoli Cantori Viennesi (in tedesco: Wiener Sängerknaben) è un coro di ragazzi austriaci fondato nel 1498 da Massimiliano I d'Asburgo.
Il coro è ammirato per l'elevato livello delle sue interpretazioni e ha collaborato con grandi musicisti come ad esempio Heinrich Isaac, Paul Hofhaimer, Heinrich Ignaz Biber, Johann Joseph Fux, Antonio Caldara, Christoph Willibald Gluck, Antonio Salieri, Wolfgang Amadeus Mozart, Franz Schubert e Anton Bruckner.

## Storia
Il coro dei Piccoli Cantori di Vienna è una istituzione derivata di un coro di fanciulli che apparteneva alla corte viennese nel basso medioevo. In pratica, la fondazione del coro infantile viene data per decreto da Massimiliano I d'Asburgo il 7 luglio 1498.
Il coro (il cui numero di cantori variò da venti a quaranta bambini) aveva l'incarico di fare l'accompagnamento nella messa domenicale. Come retribuzione i piccoli cantori ricevevano una rigorosa istruzione musicale e mantenimento.
Alla fine della prima guerra mondiale l'Impero Austro-Ungarico sparì, e nel 1920 i musicisti della corte viennese furono licenziati. Nonostante ciò Josef Schnitt, a quel tempo parroco della cappella imperiale, cercò e riuscì a continuare la tradizione corale. Dal 1948 i ragazzi abitano il "Palazzo Augarten", utilizzato sia come un collegio (scuola convitto) sia come la sede per le prove.
Attualmente il coro è una organizzazione privata senza fini di lucro. Ci sono 100 piccoli cantori nella fascia fra i 10 ed i 14 anni di età, e che sono divisi in quattro gruppi, due dei quali fanno gite internazionali. Ogni anno si portano a termine circa 300 concerti per più o meno 500 000 persone. Tutti i gruppi viaggiano annualmente da nove a undici settimane.